# Stalingradfronten
Stalingradfronten var en front i Röda armén under andra världskriget.

## Organisation
Frontens organisation den 19 november 1942:
- 62:a armén
- 64:e armén
- 57:e armén
- 51:e armén
- 28:e armén
- 8:e flygarmén
- 330:e skyttedivisionen
- 85:e stridsvagnsbrigaden